# Stazione di Ukima-Funado
La stazione di Ukima-Funado (浮間舟渡駅?, Ukima-Funado-eki) è una stazione ferroviaria di Tokyo e si trova a cavallo fra i quartieri di Kita e Itabashi. La stazione è servita unicamente dalla linea Saikyō della JR East.

## Storia
La stazione venne aperta il 30 settembre 1985.

## Linee e servizi
East Japan Railway Company
■ Linea Saikyō

## Struttura
La stazione è dotata di una banchina centrale a isola con due binari su viadotto. Lungo i binari passano anche quelli del Tōhoku Shinkansen.
| 1 | ■ Linea Saikyō | per Akabane, Shinjuku, Ōsaki e Shin-Kiba |
| 2 | ■ Linea Saikyō | per Musashi-Urawa, Ōmiya e Kawagoe       |

## Stazioni adiacenti
| «                                         | Servizio     | »            |
| Linea Saikyō                              | Linea Saikyō | Linea Saikyō |
| ----------------------------------------- | ------------ | ------------ |
| Kita-Akabane                              | Locale       | Toda-Kōen    |
| I treni Rapidi e R. pendolari non fermano |              |              |